# ديواني سنكوه
ديواني سنكوه المعروف بمحمد حسن قتيل كان سيخيًا اعتنق الإسلام.

## مولده
ولد ديواني سنكوه عام (1172 هـ) بمدينة دلهي في الهند. ينتمي إلى عائلة (بهندار) السينمية في إقليم البنجاب، ويتمتع معظم ابنائها بثروات كبيرة، كما أن فيهم كثير من المثقفين وأهل الفنون.

## وفاته
توفي سنة 1233هـ في مدينة لكهنو.

## مؤلفاته
1. هفت ضابطة (سبعة قواعد).[1]
2. نهر الفصاحة.[1]
3. جهار شربت (أربعة أشربة).[1]
4. درياي لطافت (بحراللطافة).[1]
5. إنشاء قتيل (ديوان شعر).[1]